# 에코 플래닛 3D: 지구 구출 특급 대작전
《에코 플래닛 3D: 지구 구출 특급 대작전》(태국어: เอคโค่ จิ๋วก้องโลก, 영어: Echo Planet)은 2012년 공개된 태국의 애니메이션 영화이다. 《에코 플래닛 3D: 지구 구출 특급 대작전》은 지구 온난화로 인한 재앙으로부터 세상을 구하기 위한 세 젊은이의 모험을 그린 태국 3D 애니메이션 영화이다. 이야기는 크게 두 장소, 첨단 도시인 뉴 스테이트 트리니티 수도와 태국 북부의 한적한 카렌족 마을을 배경으로 전개된다.

## 줄거리
주인공 중 한 명인 샘은 수도 시장의 응석받이 아들로, 기술에 지나치게 의존하는 불만 많은 소년이다. 어느 날 스카우트 캠프 여행 중 길을 잃게 된 샘은 우연히 노라와 그녀의 남동생 킴이 살고 있는 시골 마을에 도착한다. 이때 지구를 파괴할 만큼 엄청난 규모의 환경 재앙이 닥쳐오고, 지구 온난화뿐만 아니라 '냉폭탄'으로 위협에 맞서려는 과학자들과 정치인들의 잘못된 판단까지 더해져 지구는 더욱 위험에 처하게 된다. 결국 샘, 노라, 킴은 힘을 합쳐 지구를 구하기 위한 여정을 시작한다.

## 출연

### 주연
- 아티피치 추티와칸존차이
- 노판 찬타라손

### 조연
- 콩데이 자투라나사미
- 도드사폴 시리위왓
- 능티다 소폰